# Contea di Menghai
La contea di Menghai (勐海县S, Měnghǎi XiànP) è una contea della Cina, situata nella provincia di Yunnan e amministrata dalla prefettura autonoma dai di Xishuangbanna.